# M89SR
 (novembre 2015).
Si vous disposez d'ouvrages ou d'articles de référence ou si vous connaissez des sites web de qualité traitant du thème abordé ici, merci de compléter l'article en donnant les références utiles à sa vérifiabilité et en les liant à la section « Notes et références ».
Le M89SR est un fusil de précision à rechargement par emprunt de gaz produit par la société TCI, à Tel-Aviv en Israël.
Le M89SR était appelé Sardius M36 Sniper Weapon System (SWS) dans les années 1980 ; il est basé sur le M14 américain, mais avec une configuration en bullpup et utilisant le calibre 7,62 × 51 mm Otan.
Le fusil est utilisé par les forces israéliennes de défense, dans des contextes de guerre urbaine, ainsi que sur le champ de bataille traditionnel. La conception de l'arme lui permet d'être plus compacte et légère qu'une arme du même type. 
Il a une précision d'une minute d'arc avec des munitions de qualité militaire, et 0,75 pour les munitions de qualité sniper.